# Daniel S. Dickinson
Daniel S. Dickinson (Goshen, 1800. szeptember 11. – New York, 1866. április 12.) az Amerikai Egyesült Államok szenátora (New York, 1844–1851).